# Tolo Calafat
Bartolomé Calafat Marcus, mais conhecido por Tolo Calafat (Palma de Mallorca, 14 de setembro de 1970 — Annapurna, 29 de abril de 2010) foi um alpinista espanhol que faleceu em 29 de abril de 2010 no Annapurna durante a descida da expedição liderada por Juanito Oiarzabal.